# Вираюда, Хассан
Хассан Вираюда (индон. Hassan Wirajuda) — индонезийский государственный деятель, министр иностранных дел Индонезии с 2001 по 2009 год.

## Образование
В 1971 году окончил юридический факультет Университета Индонезии. В 1976 году стажировался в Оксфордском университете.
В 1981 году получил степень доктора юридических наук в Университете Вирджинии, защитив диссертацию по международному праву. В 1985 году получил степень магистра права в Школе права Гарвардского университета.

## Дипломатическая карьера
На дипломатической службе с 1993 года. С октября 1997 по декабрь 1998 года — чрезвычайный и полномочный посол Индонезии в Египте. С декабря 1998 по июль 2000 года занимал пост постоянного представителя Индонезии при ООН и других международных организациях в Женеве, с июля 2000 по август 2001 года — генерального директора МИД Индонезии (то есть заместителя министра) по политическим вопросам. С 2001 по 2009 год — министр иностранных дел Индонезии.

## Фотоальбом

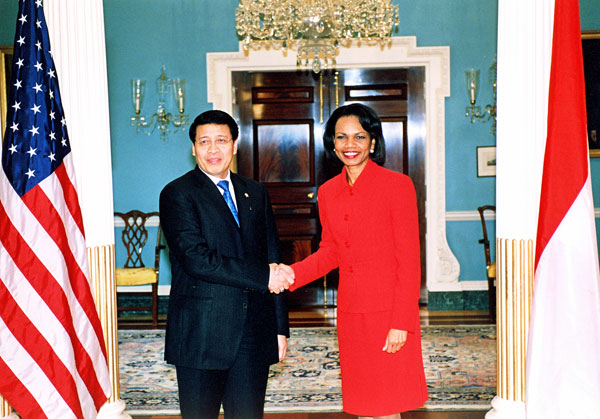
Хассан Вираюда и Кондолиза Райс